# Cabane de Tschierva
La cabane de Tschierva (en romanche : Chamanna da Tschierva) se situe en Haute-Engadine, dans le canton des Grisons sur le flanc méridional du glacier Tschierva.
Elle est située à 2 583 m d'altitude. La cabane est équipée de matelas et de couvertures mais n'est pas chauffée. Pour s'y rendre, l'accès se fait depuis Pontresina (3 heures et demie de marche). De la cabane on peut atteindre les sommets suivants :
- piz Bernina par le Biancograt ;
- piz Morteratsch ;
- piz Tschierva ;
- piz Roseg ;
- piz Scerscen.